# التجمع الديمقراطي (قبرص)
التجمع الديمقراطي هو حزب سياسي في قبرص. أسسه عام 1976 «غلافكوس كليريدس» (باليونانية: Γλαύκος Κληρίδης)‏. يرأسه «نيكوس أناستاسياديس» (باليونانية: Νίκος Αναστασιάδης)‏.
في الانتخابات البرلمانية القبرصية 2006 حصل الحزب على 776,127 صوت (30%, 18 مقعد).
في الانتخابات الرئاسية القبرصية 2002 حصل مرشح الحزب «غلافكوس إوانّو كليريديس» (باليونانية: Γλαύκος Ιωάννου Κληρίδης)‏ على 724,160 صوت (38.8%).
للحزب مقعدان في البرلمان الأوروبي.

## مواقع خارجية
- www.disy.org.cy